# Мчедлишвили, Николай Сабаевич
Николай Сабаевич Мчедлишвили (1915 год, село Шрома, Сигнахский уезд, Тифлисская губерния, Российская империя — неизвестно, село Шрома, Лагодехский район, Грузинская ССР) — звеньевой колхоза «Ленинис андердзи» Лагодехского района, Грузинская ССР. Герой Социалистического Труда (1950).

## Биография
Родился в 1915 году в крестьянской семье в селе Шрома Сигнахского уезда (сегодня — Лагодехский муниципалитет). После окончания сельской школы трудился рядовым колхозником в местном колхозе до призыва в 1943 году в Красную Армию по мобилизации. Участвовал в Великой Отечественной войне. Воевал в составе 370-го запасного стрелкового полка 38-й запасной стрелковой дивизии.
После демобилизации возвратился в Грузию, где стал трудиться рядовым колхозником, звеньевым табаководов колхоза «Ленинис андердзи» Лагодехского района (председатель — Герой Социалистического Труда Георгий Александрович Гочелашвили, преемник — Георгий Виссарионович Натрошвили, удостоен звания Героя Социалистического Труда в 1948 году, лишён — в 1956 году).
В 1949 году звено под его руководством собрало в среднем с каждого гектара по 28,7 центнера табака сорта «Трапезонд» с площади 3 гектара. Указом Президиума Верховного Совета СССР от 3 июля 1950 года удостоен звания Героя Социалистического Труда за «получение высоких урожаев кукурузы, табака и картофеля в 1949 году» с вручением ордена Ленина и золотой медали «Серп и Молот» (№ 5377).
Этим же Указом званием Героя Социалистического Труда были награждены труженики колхоза «Ленинис андердзи» бригадир Георгий Иванович Кочламазашвили, звеньевые Геронтий Арсенович Вачадзе и Поре Георгиевич Джибгашвили (лишён звания в 1962 году).
После выхода на пенсию проживал в родном селе Шрома Лагодехского района. Дата его смерти не установлена.